# Seznam uměleckých realizací ve veřejném prostoru na Smíchově
Seznam uměleckých realizací na Smíchově v Praze 5 obsahuje tvorbu výtvarných umělců umístěnou ve veřejném prostoru v katastrálním území Smíchov. Seznam je řazen podle ulic a nemusí být úplný.

## Seznam uměleckých realizací
| Název                                                               | Fotografie                                                                                     | Lokace                                                    | Autor                                                                  | Rok                 | Popis                       | Poznámka |
| ------------------------------------------------------------------- | ---------------------------------------------------------------------------------------------- | --------------------------------------------------------- | ---------------------------------------------------------------------- | ------------------- | --------------------------- | --- |
| Pomník Milady Horákové                                              | Kategorie „Milada Horáková Memorial in Smíchov“ na Wikimedia Commons                           | Bieblova 50°3′57,78″ s. š., 14°23′58,3″ v. d.             | Olbram Zoubek (1926–2017)                                              | 2010                | bronz                       | odhaleno 10. října; park před kostelem                                                                       |
| Vltava                                                              | Kategorie „Statue of the Vltava at Smíchov canal lock“ na Wikimedia Commons                    | Dětský ostrov 50°4′50,44″ s. š., 14°24′30,87″ v. d.       | Josef Pekárek (1873–1930)                                              | 1927                | socha; bronz, žula          | Kulturní památka; doplněna reliéfy Berounky, Lužnice, Otavy a Sázavy                                         |
| Život je krásný, buďte šťastní a mějte se rádi!                     | Kategorie „Sign language sculpture in Holečkova street“ na Wikimedia Commons                   | Holečkova 104/4 50°4′33,68″ s. š., 14°23′53,86″ v. d.     | Zuzana Čížková (*1982)                                                 | 2011                | reliéf, kolorovaný beton    | odhaleno 9. června; nápis ve znakové řeči na opěrné zdi školy pro sluchově postižené                         |
| Brownnosing                                                         |                                                                                                | Holečkova 907/47 50°4′25,23″ s. š., 14°23′40,69″ v. d.    | David Černý (*1967)                                                    | 2003                | sochy                       | Centrum pro současné umění FUTURA, zahrada                                                                   |
| Torza                                                               | Kategorie „Torza (Jaroslav Vacek)“ na Wikimedia Commons                                        | Holečkova 2650/86 50°4′16,98″ s. š., 14°22′56,47″ v. d.   | Jaroslav Vacek (1923–2012)                                             | 1973                | socha, kámen                | volný prostor                                                                                                |
| Velocipedista                                                       | Kategorie „Velocipedista (Karel Holub, Petr Holub)“ na Wikimedia Commons                       | Hořejší nábřeží 50°4′0,37″ s. š., 14°24′37,19″ v. d.      | Karel Holub (*1945) Petr Holub (*1976)                                 | 2024 (19. listopad) | socha; nerez, měď           | u železničního mostu v parku, na památku podporovatele cyklistiky továrníka Jana Kouhouta a jeho syna Josefa |
| Fontána s plastikou jeřába (†)                                      |                                                                                                | Kartouzská 204/6 50°4′25,48″ s. š., 14°24′4,25″ v. d.     | Vincenc Vingler (1911–1981)                                            | 1951                | fontána, socha; bronz       | zahrada u polikliniky, z plastiky zbyly jen nohy, celé zrušeno 2008                                          |
| Maso                                                                | Kategorie „Červená auta (David Černý)“ na Wikimedia Commons                                    | Ke sklárně 50°3′12,06″ s. š., 14°24′30″ v. d.             | David Černý (*1967)                                                    | 2007                |                             | na fasádě bývalé sklárny, MeetFactory                                                                        |
| Lachtan                                                             | Kategorie „Lachtan (Kinského zahrada)“ na Wikimedia Commons                                    | Kinského sady 50°4′44,92″ s. š., 14°23′53,41″ v. d.       | Jan Lauda (1898–1959)                                                  | 1953                | socha, bronz                | v parku u jezírka                                                                                            |
| Medvědí kašna                                                       | Kategorie „Torzo invazního tanku“ na Wikimedia Commons                                         | náměstí 14. října 50°4′24,39″ s. š., 14°24′27,29″ v. d.   | Jeroným Kohl (1632–1709)                                               | 1689                | pískovec                    | socha ve veřejném parku, dříve součást Slavatovské zahrady                                                   |
| Torzo tanku                                                         | Kategorie „Torzo invazního tanku“ na Wikimedia Commons                                         | náměstí Kinských 50°4′45,11″ s. š., 14°24′15,3″ v. d.     | David Černý (*1967)                                                    | 2018                | železo, plech               | exteriér |
| Rodina                                                              | Kategorie „Rodina (Karel Velický)“ na Wikimedia Commons                                        | Klamovka 50°4′19,86″ s. š., 14°22′40,28″ v. d.            | Karel Velický (*1926)                                                  | 1960                | socha, pískovec             | park Klamovka                                                                                                |
| Chlapec s poštolkou                                                 |                                                                                                | Kroupova 2775/2 50°3′21,24″ s. š., 14°24′0,85″ v. d.      | Věra Růžičková-Bejrová (1924–2016)                                     | 1977                | socha, umělý kámen          | mateřská škola Horní Kesnerka                                                                                |
| Fontána Živý pramen (†)                                             | Kategorie „Živý pramen (Mozartova)“ na Wikimedia Commons                                       | Mozartova 169/2 50°4′15,14″ s. š., 14°23′42,8″ v. d.      | Jan Kodet (1910–1974)                                                  | 1975                | fontána, socha; mramor      | park před Bertramkou, socha zcizena 2014-2017, fontána poté zanikla                                          |
| Moderní skleněná fontána u vjezdu do tunelu Mrázovka                |                                                                                                | Mozartova 261/1 50°4′17,16″ s. š., 14°23′52,67″ v. d.     | Blanka Adensámová (*1949)                                              | 2005                | fontána, sklo               | čtyři částečně zbarvené skleněné plastiky s tryskami; nebylo zprovozněno                                     |
| Kvočna, Páv a Kohoutek (†)                                          |                                                                                                | Na Hřebenkách 2765/3A 50°4′26,6″ s. š., 14°23′2,26″ v. d. | Augustin Čech (1942–2007) M. Dvořák                                    | 1976                | socha                       | jesle Na Okrouhlíku, odstraněno                                                                              |
| Chlapec s rybou                                                     | Kategorie „Chlapec s rybou (Břetislav Benda)“ na Wikimedia Commons                             | Nádražní 50°3′49,79″ s. š., 14°24′29,89″ v. d.            | Břetislav Benda (1897–1983)                                            | 1961                | fontána, socha; bronz       | park |
| Florentinská mozaika v severním vestibulu (†)                       | Kategorie „Reliefs in Anděl station“ na Wikimedia Commons                                      | Nádražní 50°4′15,71″ s. š., 14°24′14,5″ v. d.             | neuveden                                                               | 1985                | mozaika                     | Metro B-Anděl severní vestibul, odstraněno                                                                   |
| Bronzová kompozice v jižním vestibulu                               | Kategorie „Reliefs in Anděl station“ na Wikimedia Commons                                      | Nádražní 50°4′7,6″ s. š., 14°24′13,51″ v. d.              | neuveden                                                               | 1985                | reliéf                      | Metro B-Anděl jižní vestibul                                                                                 |
| 8 bronzových reliéfů na stěnách v prostoru                          | Kategorie „Reliefs in Anděl station“ na Wikimedia Commons                                      | Nádražní 50°4′15,71″ s. š., 14°24′14,5″ v. d.             | neuveden                                                               | 1985                | reliéf                      | Metro B-Anděl nástupiště                                                                                     |
| Keramický nápis a znak Československé keramické závody (†)          |                                                                                                | Nádražní 39/76 50°3′59,91″ s. š., 14°24′27,67″ v. d.      | Miroslav Oliva (*1954)                                                 | 1986                | informační prvek, keramika  | na zdi domu, odstraněno                                                                                      |
| Poutač Československých keramických závodů                          | Kategorie „Poutač Keramických závodů (Smíchov)“ na Wikimedia Commons                           | Nádražní 39/76 50°3′59,95″ s. š., 14°24′28,08″ v. d.      |                                                                        |                     | mozaika                     | na zdi domu                                                                                                  |
| Atomový věk                                                         | Kategorie „Atomový věk (Ladislav Janouch)“ na Wikimedia Commons                                | Nádražní 279/1 50°3′40,19″ s. š., 14°24′28,42″ v. d.      | Ladislav Janouch (*1944)                                               | 1976                | socha, dřevo                | Nádraží Praha-Smíchov severní podchod                                                                        |
| Plastika Křídla pro nástupiště nádraží Smíchov                      |                                                                                                | Nádražní 279/1 50°3′41,13″ s. š., 14°24′31,41″ v. d.      | Milan Nedvěd (*1930)                                                   | 1975                |                             | Nádraží Praha-Smíchov                                                                                        |
| Sgrafito v odbavovací hale Smíchovského nádraží                     | Kategorie „Sgraffito in Praha-Smíchov train station“ na Wikimedia Commons                      | Nádražní 279/1 50°3′41,32″ s. š., 14°24′31,11″ v. d.      | Richard Wiesner (1900–1972)                                            | 1953–1956           | sgrafito                    | Nádraží Praha-Smíchov, vestibul                                                                              |
| Dvě vitráže pro vládni salónek na nádraží Smíchov (†)               |                                                                                                | Nádražní 279/1 50°3′37,04″ s. š., 14°24′31,41″ v. d.      | Jan Fišer (*1944) Eliška Rožátová (*1940)                              | 1975                | vitráž, sklo                | Nádraží Praha-Smíchov, odstraněno                                                                            |
| Výtvarné řešení stěny                                               |                                                                                                | Nádražní 279/1 50°3′40,66″ s. š., 14°24′31,57″ v. d.      | Petr Svoboda (1942-1984)                                               | 1985                | dekorativní stěna, keramika | Metro B-Smíchovské nádraží nástupiště                                                                        |
| Pohled do krajiny (†)                                               |                                                                                                | Nádražní 279/1 50°3′37,18″ s. š., 14°24′32,75″ v. d.      | Marta Taberyová (1930–2019)                                            | 1986                | reliéf, keramika            | Metro B-Smíchovské nádraží jižní vestibul zakryto obchodem                                                   |
| Plastika v podchodu (†)                                             |                                                                                                | Nádražní 279/1                                            | Aleš Vašíček (*1947)                                                   | 1985                |                             | Metro B-Smíchovské nádraží                                                                                   |
| Fontány (†)                                                         |                                                                                                | Nádražní 279/1                                            | Jan Hendrych (*1936)                                                   | 1985                | fontána                     | Metro B-Smíchovské nádraží                                                                                   |
| Had                                                                 | Kategorie „Had (Barbora Fastrová, Johana Pošová)“ na Wikimedia Commons                         | Park Portheimka 50°4′26,29″ s. š., 14°24′19,3″ v. d.      | Barbora Fastrová, Johana Pošová                                        | 2018                | socha                       | odhaleno 21. září; park                                                                                      |
| Keramická stěna                                                     |                                                                                                | Pod lipkami 3183/5 50°4′26,34″ s. š., 14°22′40,83″ v. d.  | Milada Merhautová (*1949)                                              | 1979                | dekorativní stěna, keramika | mateřská škola Okrouhlík                                                                                     |
| Plechová plastika (†)                                               |                                                                                                | Radlická 50°3′39,61″ s. š., 14°23′52,91″ v. d.            | Aleš Lamr                                                              | 1982                | socha, barvený plech        | bývalý Dům dětského a mládežnického tisku SSM, odstraněno                                                    |
| Čtyři keramické žardiniéry pro sportovní areál TJ Tatra Smíchov (†) |                                                                                                | Smrčinská 50°4′30,24″ s. š., 14°22′0,17″ v. d.            | Jiří Kryštůfek (1932–2014) Věra Kryštůfková (*1931) Petr Zeman (*1945) | 1981                | žardiniéra, keramika        | TJ Tatra Smíchov odstraněno                                                                                  |
| Tavená plastika                                                     | Kategorie „Sculpture on the corner of Štefánikova and V Botanice streets“ na Wikimedia Commons | Štefánikova 50°4′30,41″ s. š., 14°24′15,34″ v. d.         | Stanislav Libenský (1921-2002) Jaroslava Brychtová (1924-2020)         | 1992                | sklo, mramor                | prostranství mezi ul. Štefánikova a V Botanice                                                               |
| Plastika Průmyslový socialistický Smíchov (†)                       |                                                                                                | Štefánikova 50°4′28,07″ s. š., 14°24′14,86″ v. d.         | Jan Moravec Lubomír Moravec I. Tichá                                   | 1977                | socha, kámen                | odstraněno                                                                                                   |
| Kašna v zahradě Bertramky                                           |                                                                                                | U Mrázovky 169/2 50°4′12,32″ s. š., 14°23′41,01″ v. d.    | neuveden                                                               | 1956                | fontána, pískovec           | Bertramka, pravděpodobně při vzniku muzea W. A. Mozarta                                                      |
| Plující zrna                                                        |                                                                                                | U Nikolajky 2214/28 50°4′1,26″ s. š., 14°23′46,16″ v. d.  | Zdeněk Němeček (1931–1989)                                             | 1974                | bronz                       | zimní stadion Nikolajka interiér                                                                             |